# 898
898 (осемстотин деветдесет и осма) година по юлианския календар е обикновена година, започваща в неделя. Това е 898-ата година от новата ера, 898-ата година от първото хилядолетие, 98-ата година от 9 век, 8-а година от 10-о десетилетие на 9 век, 9-а година от 890-те години.

## Починали
- 1 януари – Одо, крал на източните франки,
- 15 октомври – Ламберт Сполетски, крал на Италия и император на Свещената Римска империя.